# Henson Trust
 (juillet 2015).
Si vous disposez d'ouvrages ou d'articles de référence ou si vous connaissez des sites web de qualité traitant du thème abordé ici, merci de compléter l'article en donnant les références utiles à sa vérifiabilité et en les liant à la section « Notes et références ».
Un Henson Trust (parfois appelé fiducie aux pouvoirs discrétionnaires absolus ou, en anglais, absolute discretionary trust) en droit canadien, est un type de fiducie créé au bénéfice de personnes handicapées. Elle protège plus particulièrement les avoirs (souvent un héritage) pour la personne handicapée, de même que le droit de percevoir les allocations et droits sociaux.
La disposition-clé d'un Henson Trust est que le son administrateur dispose d'une "absolue discrétion" pour déterminer s'il utilise les avoirs de la fiducie pour fournir une assistance au bénéficiaire et dans quelle mesure. Cette disposition signifie que les avoirs ne sont pas attribués au bénéficiaire et ne peuvent donc pas justifier le refus d'allocations sociales sur base des moyens dont il dispose. L'Ontario Disability Support Program est un exemple de ce type d'avantage.
La fiducie peut également alléger l'impôt sur le revenu en étant taxée à un taux marginal inférieur par rapport à celui appliqué si tous les avoirs du bénéficiaire étaient pris en compte. Toutefois, si la fiducie est établie à l'attention d'une personne handicapée au Canada qui bénéficie du crédit d'impôt pour personne handicapée, les administrateurs peuvent utiliser le "choix du bénéficiaire préféré" et attribuer les revenus de la fiducie sans avoir à les payer dans les faits. Le bénéficiaire de la fiducie introduit alors sa déclaration comme s'il avait reçu les revenus de la fiducie. Le bénéficiaire de la fiducie utiliserait les exemptions et crédits d'impôt auxquels il a droit pour réduire son revenu imposable. Ceci peut aussi servir à protéger les actifs d'une séparation matrimoniale en cas de divorce du bénéficiaire. Dans la plupart des cas, les avoirs de la fiducie sont immunisés contre les demandes de remboursement de créances du bénéficiaire.
Le Henson Trust a été utilisé pour la première fois à la fin des années 1980 en Ontario. Il a suscité un intérêt beaucoup plus large lorsque la Cour suprême de l'Ontario a statué en 1989 que les actifs de la fiducie n'étaient pas attribués au bénéficiaire et qu'ils ne pouvaient donc pas justifier l'arrêt de programmes d'allocations sociales.

Un Henson Trust peut être établi soit comme fiducie pour une personne vivante, soit comme fiducie testamentaire.

## Le procès
Leonard Henson, de Guelph, en Ontario, avait établi une fiducie discrétionnaire absolue pour sa fille. Le Ministère des Services sociaux et communautaires a attaqué sa fille en justice, soutenant qu'elle avait des actifs. La Cour suprême de l’Ontario (puis la Cour d'Appel de l'Ontario) a statué qu'elle n'avait pas d'avoirs puisqu'elle ne pouvait pas en disposer elle-même.